# Pützlingen
Pützlingen ist ein Ortsteil der Gemeinde Werther im Landkreis Nordhausen in Thüringen in Deutschland.

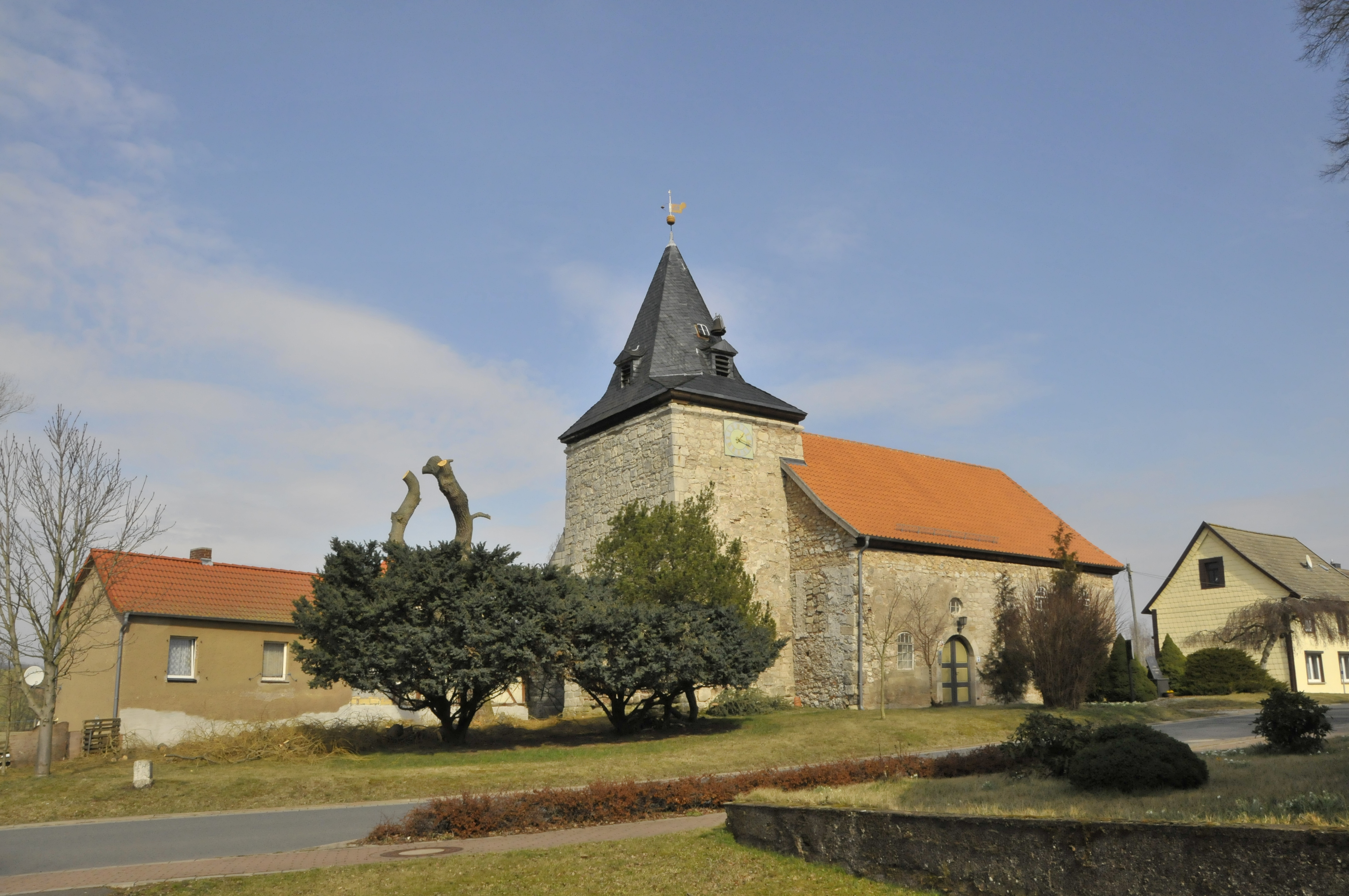
Dorfkirche

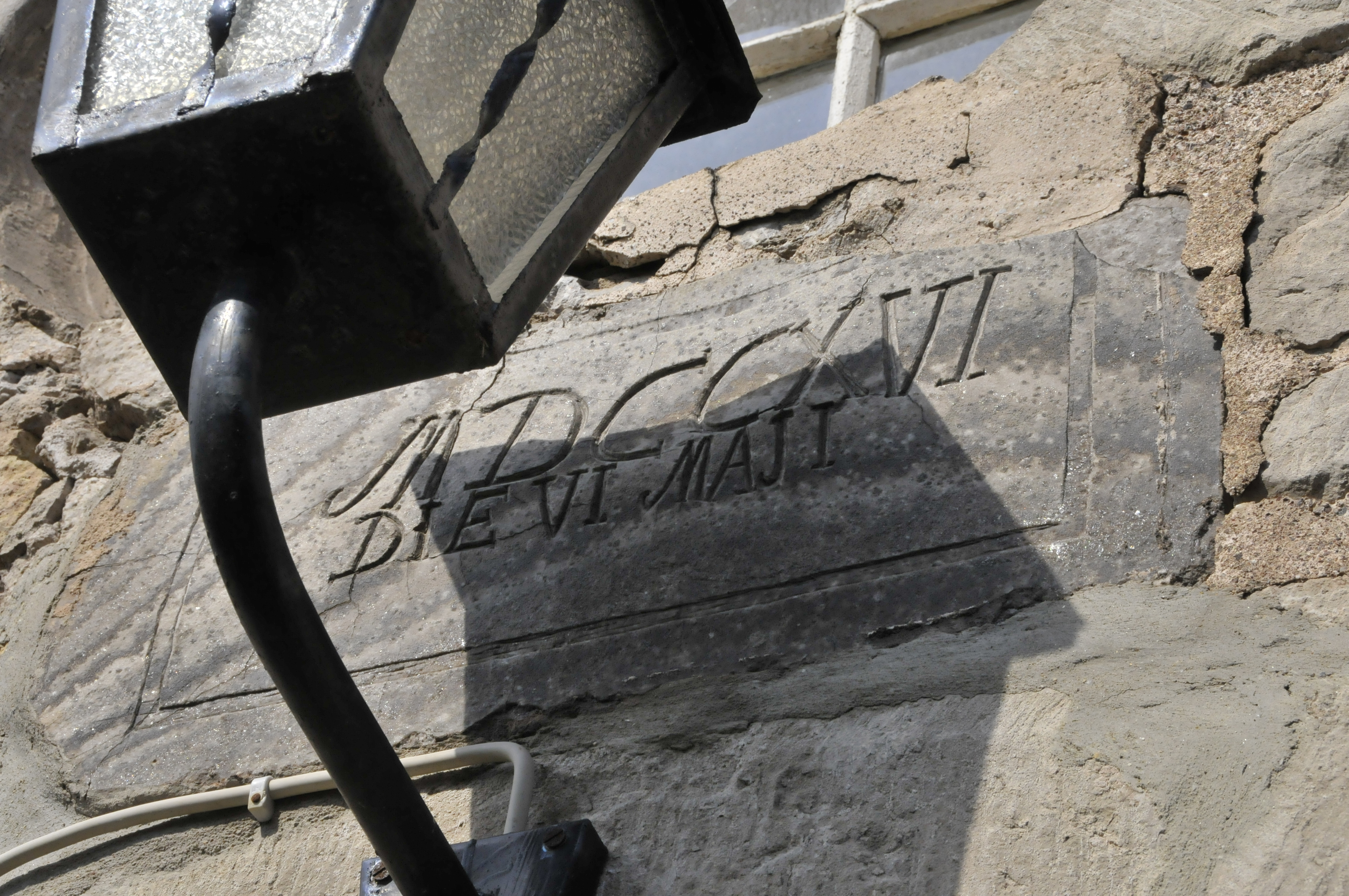
Errichtungsdatum über dem Eingangsportal der Kirche

## Geographie
Pützlingen, ursprünglich ein Angerdorf, liegt im Nordthüringer Hügelland, im Tal der Helme, die am Nordrand der Bebauungsgrenze in östlicher Richtung vorbeifließt, in der Helme-Unstrut-Niederung, in einer Tal- bzw. Hanglage. Die nördlich vorbeiführende B 243 verbindet den Ort mit der nächsten größeren Stadt Nordhausen.

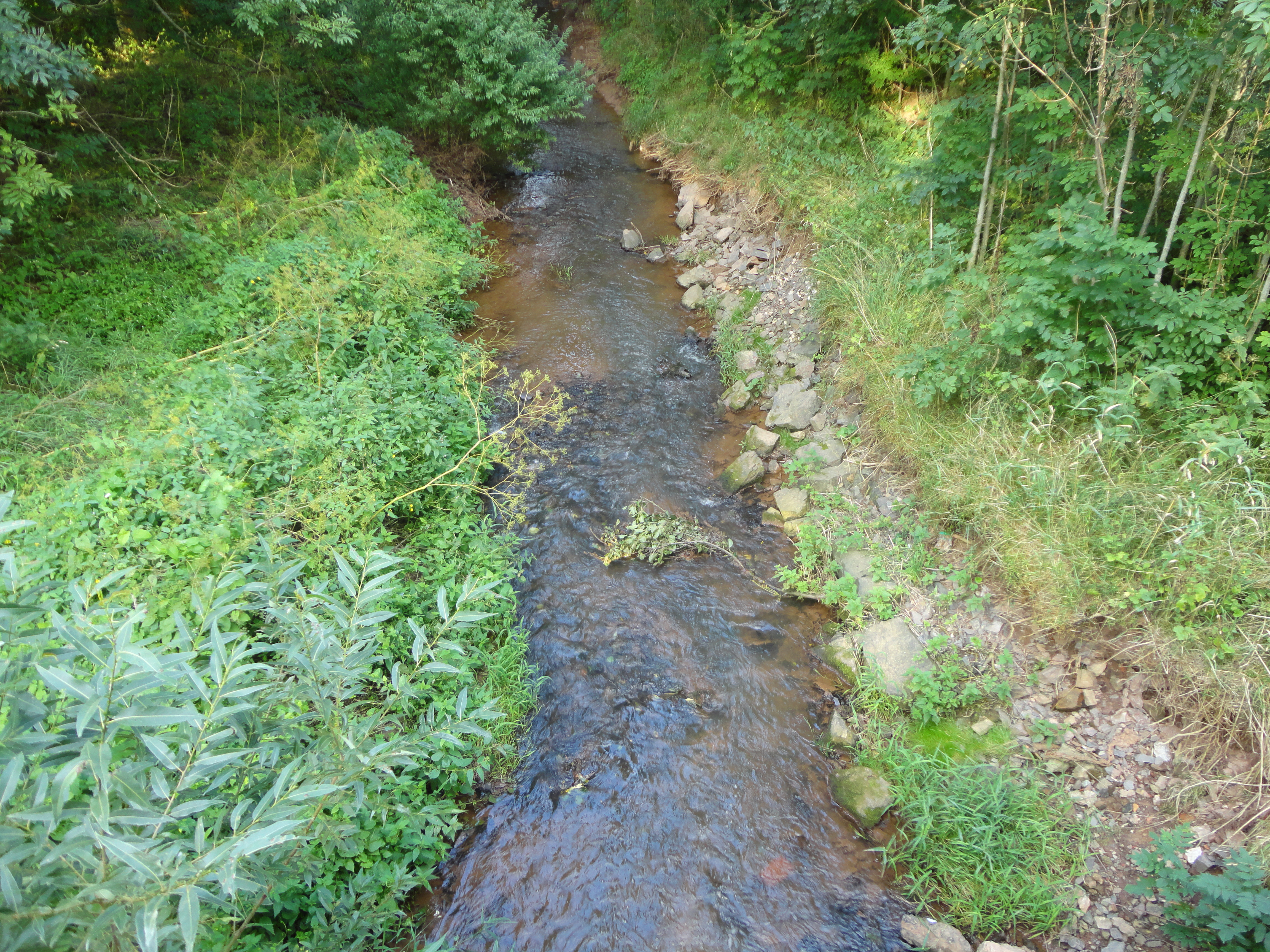
Helme nahe Pützlingen

Die Gemarkung des Ortes reicht bis an die Südgrenze des Naturparks Südharz. Nur wenige hundert Meter nördlich von Pützlingen befinden sich einige Karsterscheinungen. Die nächstliegenden Orte sind Liebenrode im Norden, Günzerode im Osten, Haferungen und Immenrode, im Südosten Etzelsrode im Süden, Schiedungen im Westen und Holbach im Nordwesten.

## Geschichte
Das Dorf wurde im Juni 1129 erstmals urkundlich erwähnt.
Um das ehemalige Pützlinger Rittergut im Bereich der einstigen Gemeindeverwaltung entwickelte sich die Siedlung. Die Besiedlung des ehemaligen Angerdorfes hat sich entlang der Dorfstraße nach Osten verlängert, so dass man heute eher von einem Straßendorf spricht.
Mit der Auflösung der Verwaltungsgemeinschaft Helmetal kam die einstmals eigenständige Gemeinde Pützlingen am 1. Januar 1997 zur neugebildeten Gemeinde Werther.

### Namensherkunft
Der Ortsname geht auf das Althochdeutsche zurück. In der Ortschronik sind die Begriffe puzza, puzzi und büsci zu finden, sie stehen für „Pfütze“, „Brunnen“ (lat. puteus), „Sumpf“ oder ähnliches.

## Sehenswürdigkeiten
- Kirche St. Michaelis vom 6. Mai 1716. Die Jahreszahl geht aus einer Inschrift über dem Eingangsportal hervor.
- Auf dem 249,6 m hohen Rolandsberg (ehemals Rodelandsberg) südöstlich von Pützlingen sind zwei Erdfälle, von denen der eine 40 m Durchmesser hat und 9 m tief ist, der andere weist 38 m Durchmesser und 7,5 m Tiefe auf. Angeblich sind sie zwischen 1830 und 1840 entstanden, was jedoch nicht belegt ist.

## Persönlichkeiten
- Walter Steinecke (1888–1975), Politiker (NSDAP)